# Eleição municipal do Rio de Janeiro em 2016
A eleição municipal do município do Rio de Janeiro em 2016 ocorreu em 2 de outubro daquele ano para eleger o prefeito e o vice-prefeito, além de 51 vereadores para a Câmara Municipal da cidade.
A campanha eleitoral contou com a participação de 11 candidatos a prefeito. O prefeito em exercício Eduardo Paes, do PMDB, não pôde buscar uma nova reeleição devido ao limite da Constituição brasileira a dois mandatos executivos consecutivos.
O primeiro turno foi realizado em 2 de outubro. Como nenhum candidato recebeu a maioria dos votos para ser eleito imediatamente em primeiro turno, os dois primeiros colocados desse, o então senador Marcelo Crivella, candidato do PRB, e o então deputado estadual Marcelo Freixo, candidato pelo PSOL, avançaram para o segundo turno. Em 30 de outubro, Crivella venceu a disputa, tendo sido eleito com 59,36% dos votos válidos (1 700 030 votos), ante Freixo, que obteve 40,64% (1 163 662 votos).
A chapa vencedora tomou posse na Prefeitura do Rio em 1° de janeiro de 2017 para um mandato de quatro anos. Após fracassar em duas tentativas anteriores (em 2004 e 2008), Crivella alcançou o Palácio da Cidade. Também foi a primeira vez que o PRB conquistou uma prefeitura em uma capital brasileira. 

## Contexto
No Rio de Janeiro as eleições foram marcadas pela realização dos Jogos Olímpicos (entre os dias 5 e 21 de agosto de 2016) e Paralímpicos de Verão (entre 7 e 18 de setembro), que ocorreram de maneira simultânea à campanha eleitoral. Além disso, verificou-se uma acentuada crise financeira no estado, o que levou ao atraso no pagamento dos salários de servidores estaduais.
Em 17 junho de 2016 a crise que atinge o Rio de Janeiro levou o governador em exercício, Francisco Dornelles, a decretar estado de calamidade pública, a 49 dias do início da Olimpíada no RJ. Essa é a primeira vez na história que o estado toma medida semelhante na área financeira.
A chamada esquerda politica está representada em três pré-candidaturas para o pleito de 2016 no Rio de Janeiro. No meio politico, começaram a haver especulações de que os candidatos da dita esquerda se 'acotovelariam', trocando ofensas durante a campanha. À medida em que essa informação era noticiada, Alessandro Molon (REDE), Marcelo Freixo (PSOL) e Jandira Feghali (PC do B/PT), se reuniram em ato político para firmar um acordo de não agressão durante o primeiro turno.
A respeito do atraso em divulgações de pesquisas de opinião por parte dos principais institutos Datafolha, Ibope, entre outros, em artigo divulgado na imprensa, o presidente nacional do PSOL, Luiz Araújo, citou que a pré-candidatura de Freixo tem chances reais de ir para o segundo turno nas eleições de outubro: “Às duas pesquisas se somam as informações de que Marcelo Freixo desponta como o nome da esquerda para disputar o segundo turno no Rio de Janeiro, potencial que certamente estará presente quando os institutos tiverem coragem de divulgar as pesquisas internas que estão fazendo até o momento”.

### Jogos Olímpicos e Paralímpicos
Para algumas regiões da cidade a realização dos Jogos Olímpicos e Paralímpicos de Verão trouxe impactos negativos, conforme denúncias feitas pela relatoria do Conselho de Direitos Humanos das Nações Unidas para o Direito à Moradia. Segundo as denúncias, em áreas da Zona Oeste (como as Vilas Recreio II, Harmonia e Restinga, localizadas no Recreio dos Bandeirantes), o epicentro dos Jogos, ocorreram remoções forçadas de moradores. Além disso, o vice-presidente do Comitê Olímpico Internacional (COI), John Coates, teria reclamado de atrasos nas obras de construção e infraestrutura dos Jogos. Cogitou-se, à época, que caso o Rio não estivesse pronto a tempo, Londres poderia sediar os Jogos de forma emergencial. No entanto, a ideia foi prontamente desmentida por uma porta-voz do COI, alegando que isso "nunca foi pensado e que era uma ideia falsa".

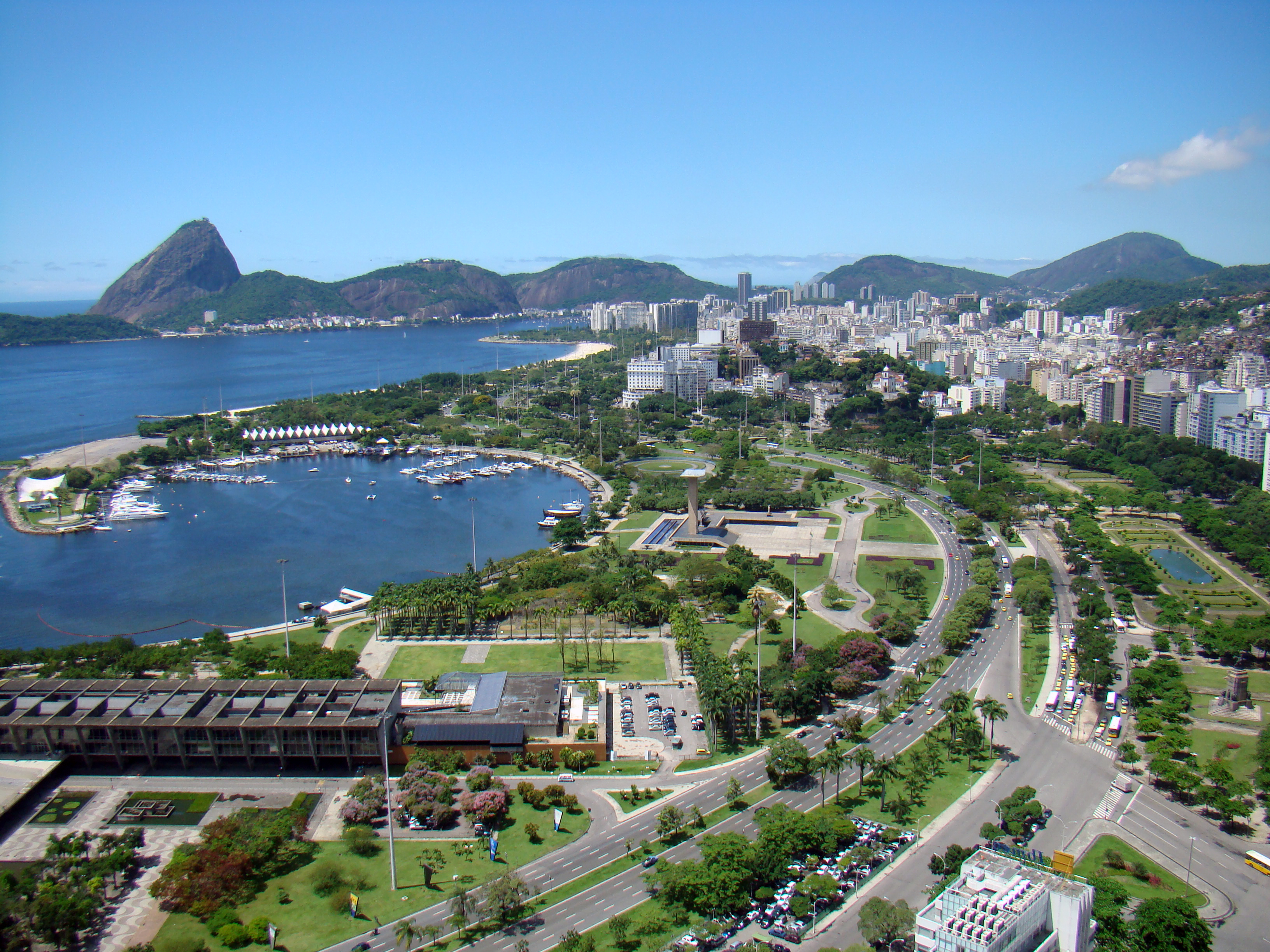
Marina da Glória, local de competições de vela.

Também chamou a atenção da mídia internacional a poluição das águas marítimas do Rio. Em julho de 2015 a Associated Press encomendou quatro rodadas de testes sobre a qualidade da água nos três locais de competições aquáticas (Marina da Glória na Baía de Guanabara, praia de Copacabana e Lagoa Rodrigo de Freitas) e também na praia de Ipanema, ponto muito frequentado por turistas, mas onde não será realizado nenhum evento olímpico. Os resultados dos testes indicaram altas contagens de adenovírus, rotavírus, enterovírus e coliformes fecais em algumas amostras. Esses são vírus conhecidos por causar doenças estomacais, respiratórias e outras, incluindo diarreia aguda e vômitos. As concentrações dos vírus foram aproximadamente as mesmas que são encontradas em esgoto puro. A Lagoa Rodrigo de Freitas, que foi declarada segura para remadores e canoístas, apresentou as águas mais poluídas entre todos os locais de competições. Ao apresentar a candidatura olímpica, as autoridades locais prometeram um programa de 4 bilhões de dólares para a expansão da infraestrutura de saneamento básico. Como parte do projeto olímpico, o estado do Rio de Janeiro prometeu construir unidades de tratamento de resíduos em oito rios para filtrar parte dos esgotos e impedir que toneladas de resíduos caseiros fluíssem para a Baía de Guanabara. Apenas uma unidade foi entregue. O governador do estado, Luiz Fernando Pezão, reconheceu que "para a Olimpíada não dá tempo" de terminar a limpeza da baía. Já o prefeito Eduardo Paes lamentou que as promessas olímpicas não tenham sido cumpridas, acrescentando que os Jogos estão se mostrando "uma oportunidade perdida" para a cidade no que diz respeito ao tratamento das águas.

Trecho da Ciclovia Tim Maia que desabou em 21 de abril de 2016.

### Desabamento de ciclovia
O prefeito Eduardo Paes estava em Atenas, na Grécia, em 21 de abril de 2016, onde participaria de cerimônia de acendimento da tocha Olímpica, quando soube do desabamento de um trecho da ciclovia Tim Maia, que ruiu devido a uma ressaca marítima. Construída pela administração de Paes, a ciclovia foi considerada "a mais bonita do mundo" devido à localização e à vista, sendo inaugurada em janeiro de 2016. Após a tragédia, que ocorreu em ano eleitoral e causou a morte de dois ciclistas, foi revelado que a construtora responsável pela obra pertencia à família do secretário municipal de turismo, Antônio Pedro Figueira de Mello.

## Pré-candidaturas
As convenções partidárias para a escolha dos candidatos tiveram lugar entre os dias 20 de julho e 5 de agosto.
- Alessandro Molon (REDE): Deputado federal, mais conhecido por ter sido o relator do Marco Civil da Internet. A Rede Sustentabilidade confirmou em convenção partidária realizada no dia 31 de julho, no Casarão Ameno Resedá, no Catete, na Zona Sul do Rio, a candidatura de Alessandro Molon para a Prefeitura do Rio.[16] Molon conta com o apoio do Partido Verde (PV)[17]e do Partido Pátria Livre (PPL).Em 2015 ficou em 14° lugar no prêmio congresso em foco, que premia os melhores parlamentares.[18]

- Carlos Roberto Osorio (PSDB ): ex-secretário estadual de transporte, deixou o PMDB e se filiou ao PSDB com a intenção de disputar a prefeitura. Atualmente ocupa uma cadeira na Assembleia Legislativa do Estado do Rio de Janeiro .[19] Segundo o deputado federal Otávio Leite (PSDB), a intenção do PSDB é fazer uma campanha "anti-Dilma, anti-PT", procurando parceiros para coligação eleitoral nesse espectro político. Ele serviu como secretário-geral para o Comitê Olímpico Brasileiro , o Comitê Organizador dos Jogos Pan-americanos de 2007[20]

- Carmen Migueles (NOVO): candidata pelo recém aprovado pelo Partido Novo. Seu vice será Tomas Pelosi.

- Clarissa Garotinho (PR): após eleger-se deputada federal em 2014, foi cotada como candidata do PSDB à prefeitura. No final de 2015 anunciou que estava grávida do namorado, o empresário Marcos Altive. Poderia, mesmo assim, sair candidata pelo PR.[21]Em julho de 2016, Garotinho declara apoio a Marcelo Crivella (PRB).[22]

- Flávio Bolsonaro (PSC): Assim como seu pai, Jair Bolsonaro, é conhecido por declarações polêmicas. Em 23 de julho de 2016 a candidatura foi oficializada.[23]

- Hugo Leal (PSB): recém-filiado ao PSB, o deputado federal apresentou seu nome após a desistência do senador e ex-futebolista Romário de concorrer à prefeitura.[19] Segundo o jornal O Dia, deve encontrar resistência em seu partido e desistir da disputa.[20] Segundo a coluna Painel FC da Folha de S. Paulo, o PSB deve apoiar Pedro Paulo em troca do Ministério do Esporte, que seria assumido por Romário, num eventual governo de Michel Temer.[24] Na Convenção do partido, foi deliberado que Hugo seria o vice de Indio da Costa, naquele pleito.

- Indio da Costa (PSD): candidato a vice-presidente na chapa encabeçada por José Serra na eleição de 2010, o deputado federal recebeu o aval do presidente nacional de seu partido Gilberto Kassab para concorrer à prefeitura.[19] Segundo o jornal O Dia, Costa enfrenta dificuldades para se viabilizar e pode vir a desistir da disputa.[20]Entretanto, em 30 de julho, foi confirmado como candidato a prefeito,[25] recebendo o apoio do PR, do PSB e do PMB.[26]

- Jandira Feghali (PCdoB): deputada federal, obteve 9,8% dos votos na eleição municipal de 2008 e sua candidatura era defendida por uma ala minoritária do PT.[19] Vinha tendo dificuldades para viabilizar sua candidatura,[20] mas recebeu o apoio do PT após o rompimento da aliança nacional entre PT e PMDB, o que motivou o PT fluminense a entregar seus cargos na administração de Paes.[27] A presença do ex-presidente no lançamento da pré-candidatura da deputada federal Jandira Feghali (PCdoB-RJ) à Prefeitura do Rio de Janeiro, pode significar um possível apoio de Lula à candidata do PCdoB[28] que na reta final da campanha, recebeu em seu palanque a presença de Lula e Dilma. Em 24 de julho, o PC do B aprova em convenção o nome de Jandira à Prefeitura com Edson Santos (PT) como candidato à vice.[29]

- Marcelo Crivella (PRB): Em março de 2016, o senador teria confirmado sua saída do PRB e o ingresso no PSB.[30] Mais tarde desmentiu sua ida para o PSB, dizendo que havia recebido proposta do partido, porém optou por permanecer no PRB. Bispo licenciado da Igreja Universal do Reino de Deus, é alvo frequente de críticas.[31][32] Busca uma aliança com o também senador Romário (PSB) para ampliar sua votação para além dos setores evangélicos, o que teria limitado sua votação em 2004 e 2008..Em 31 de julho de 2016 a candidatura foi oficializada.[33] Recebeu o apoio do senador Romário, na reta final da disputa.

- Marcelo Freixo (PSOL): Segundo colocado nas eleições anteriores, e deputado mais votado do Rio e do Brasil, o deputado estadual que lidera as pesquisas de intenção de voto, ao lado de Crivella, oficializou sua candidatura em 15 de dezembro de 2015, em convenção da qual participaram vários simpatizantes. O PSOL quis evitar as primárias fazendo a escolha por consenso. Freixo foi procurado por PT e PCdoB para possíveis alianças no pleito municipal carioca. Freixo, no entanto, condicionou qualquer tipo de aliança a um "conteúdo programático" e garantiu que se recusará a debater a sucessão de Paes em torno de trocar de cargos por tempo de TV no horário eleitoral gratuito.[34][35]Oficializou sua candidatura em 20 de julho, formando chapa com o PCB.[carece de fontes?] Também apoiou a candidatura de Freixo o grupo sem registro eleitoral Polo Comunista Luiz Carlos Prestes (PCLCP).[36]

- Pedro Paulo Carvalho (PMDB): o atual secretário municipal de coordenação de governo é o candidato situacionista e terá que defender as realizações da administração Paes.  Após o Senado instaurar processo de impeachment contra Dilma em 16 de maio de 2016, perdeu o apoio do PT após ter votado de maneira favorável ao impeachment de Dilma Rousseff.[27] Oficializou sua candidatura em 20 de julho ao lado de diversas lideranças, entre elas o prefeito Eduardo Paes. No dia 25 de julho, o PDT anuncia apoio a Pedro Paulo e anuncia Cidinha Campos como pré-candidata a vice-prefeita.[37] De acordo com o site "O que fez seu deputado",[38] criado pela PUC-RJ, Pedro Paulo se absteve de diversas votações relevantes, como a PEC 37, PEC das Domésticas, Novo Código Florestal, Marco Civil da Internet, Fim do Voto Secreto, PEC do Trabalho Escravo, Tribunais Federais e Migração Partidária. Pedro Paulo participou de apenas uma votação relevante em seu mandato, a que tratava da Redistribuição dos Royalties do Petróleo.

- Cyro Garcia (PSTU) O PSTU lançou o nome de Cyro Garcia a prefeitura do Rio de Janeiro e de Marília Macedo a vice-prefeita.

- Rodrigo Amorim (PRP): Em 28 de junho de 2016, o presidente municipal do partido e secretário regional do PRP, Rodrigo Amorim, manifestou a vontade de lançar-se pré-candidato à prefeito do Rio.[39] Em agosto de 2016, o partido oficializa apoio a Flávio Bolsonaro e Amorim passa a ser vice na chapa.[40]

- Romário (PSB): Romário vem sendo cogitado como candidato a prefeito do Rio desde que seu nome apareceu em segundo lugar numa pesquisa de intenção de voto realizada pelo Instituto Paraná Pesquisas em meados de 2015.[41] Segundo a coluna Painel FC da Folha de S. Paulo, o ex-jogador está em dúvida entre se lançar candidato e apoiar Marcelo Crivella ou Pedro Paulo, sendo que esta última opção poderia lhe garantir a vaga de ministro do Esporte num eventual governo de Michel Temer.[24] Em abril de 2015, concedeu uma polêmica entrevista à revista Placar em que revelou pela primeira vez o desejo de um dia se tornar prefeito do Rio de Janeiro e disse uma frase emblemática sobre a política brasileira:| “ | Achava que política era lugar de ladrão e sacanagem. E eu acertei. | ” | Em seguida à publicação, o senador pediu desculpas em sua conta no Facebook e disse que se empolgou durante a entrevista. Ele afirmou em nota que "existem ótimos políticos no Congresso Nacional”.[43] Em 21 de julho, Romário desiste da pré-candidatura.[44] Em setembro de 2016, declarou apoio ao candidato Marcelo Crivella.

## Candidaturas

### Segundo turno
Em 2 de outubro foi realizada a votação em primeiro turno. Como o Rio de Janeiro tem mais de 200 mil eleitores, segundo a lei eleitoral em vigor é adotado o sistema de dois turnos, que é iniciado caso o candidato mais votado receber menos de 50% +1 dos votos.

## Pesquisas de opinião
Na pré-campanha, o Instituto Paraná Pesquisas realizou uma sondagem em dezembro de 2015, onde Romário liderava com Crivella em segundo e Freixo em terceiro.
Em Abril daquele ano, o Instituto Gerp, ligado a Rede Record de Televisão, divulgou pesquisa apontando Crivella em primeiro e Freixo em segundo lugar. No mês de julho realizou novas abordagens com a mesma situação, de Crivella na liderança e Freixo na segunda posição. Pesquisa do Instituto Paraná, realizada em julho, apontou o bispo licenciado da Universal em primeiro, e o deputado do PSOL na segunda colocação.
O Instituto IBPS também sondou entrevistados, em junho de 2016, com Crivella em primeiro e Freixo em segundo, apontando segundo turno entre ambos.

### Pré-candidatos
| Período da pesquisa     | 21/04/2016 24/04/2016 | 02/07/2016 06/07/2016 | 27/07/2016 31/07/2016 |
| Instituto               | Instituto Gerp        | Instituto Gerp        | Paraná Pesquisas      |
| Margem de erro          | 5%                    | 3%                    | 3,5%                  |
| ----------------------- | --------------------- | --------------------- | --------------------- |
| Marcelo Crivella (PRB)  | 35%                   | 32%                   | 33,3%                 |
| Marcelo Freixo (PSOL)   | 9%                    | 6%                    | 13,8%                 |
| Flávio Bolsonaro (PSC)  | 4%                    | 6%                    | 8,3%                  |
| Jandira Feghali (PCdoB) |                       | 3%                    | 7,9%                  |
| Indio da Costa (PSD)    | 2%                    |                       | 4,8%                  |
| Pedro Paulo (PMDB)      | 3%                    | 3%                    | 4,6%                  |
| Carlos Osorio (PSDB)    | 2%                    | 3%                    | 4,2%                  |
| Alessandro Molon (REDE) | 5%                    | 1%                    | 2,9%                  |
| Romário (PSB)           |                       | 10%                   |                       |
| Brancos ou Nulos        | 26%                   | --                    | 12,6%                 |
| Indecisos               | 15%                   | --                    | 7,7%                  |

### Candidatos (1º turno)
| Data                    | 23/08/2016 | 25/08/2016     | 26/08/2016 | 06/09/2016       | 09/09/2016 | 14/09/2016 | 22/09/2016 | 24/09/2016 | 25/09/2016     | 26/09/2016 | 27/09/2016 | 28/09/2016     | 28/09/2016 | 01/10/2016     | 01/10/2016 | 01/10/2016 |
| Instituto               | IBOPE      | Instituto Gerp | DataFolha  | Paraná Pesquisas | DataFolha  | IBOPE      | DataFolha  | IBPS       | Instituto Gerp | IBOPE      | DataFolha  | Instituto Gerp | IBOPE      | Instituto Gerp | DataFolha  | IBOPE      |
| Fonte                   | [ 45 ]     | [ 46 ]         | [ 47 ]     | [ 48 ]           | [ 49 ]     | [ 50 ]     | [ 51 ]     | [ 52 ]     | [ 53 ]         | [ 54 ]     | [ 55 ]     | [ 56 ]         | [ 57 ]     | [ 58 ]         | [ 59 ]     | [ 60 ]     |
| ----------------------- | ---------- | -------------- | ---------- | ---------------- | ---------- | ---------- | ---------- | ---------- | -------------- | ---------- | ---------- | -------------- | ---------- | -------------- | ---------- | ---------- |
| Marcelo Crivella (PRB)  | 27%        | 33%            | 28%        | 33,4%            | 29%        | 31%        | 31%        | 30%        | 33%            | 35%        | 29%        | 34%            | 34%        | 35%            | 27%        | 31%        |
| Marcelo Freixo (PSOL)   | 12%        | 10%            | 11%        | 10,4%            | 11%        | 9%         | 10%        | 10%        | 10%            | 9%         | 10%        | 9%             | 10%        | 11%            | 13%        | 12%        |
| Pedro Paulo (PMDB)      | 6%         | 6%             | 5%         | 8,6%             | 8%         | 9%         | 9%         | 10%        | 6%             | 11%        | 11%        | 7%             | 10%        | 9%             | 10%        | 9%         |
| Flávio Bolsonaro (PSC)  | 11%        | 9%             | 9%         | 8,3%             | 6%         | 8%         | 7%         | 6%         | 8%             | 6%         | 7%         | 8%             | 7%         | 8%             | 7%         | 8%         |
| Indio da Costa (PSD)    | 5%         | 3%             | 4%         | 5,7%             | 6%         | 7%         | 6%         | 6%         | 3%             | 8%         | 5%         | 4%             | 8%         | 4%             | 9%         | 8%         |
| Jandira Feghali (PCdoB) | 6%         | 7%             | 7%         | 7,7%             | 8%         | 8%         | 9%         | 7%         | 8%             | 6%         | 7%         | 6%             | 7%         | 4%             | 6%         | 5%         |
| Carlos Osorio (PSDB)    | 4%         | 1%             | 3%         | 3,5%             | 4%         | 3%         | 4%         | 4%         | 2%             | 4%         | 6%         | 3%             | 4%         | 3%             | 8%         | 5%         |
| Alessandro Molon (REDE) | 3%         | 2%             | 2%         | 1,8%             | 1%         | 1%         | 2%         | 1%         | 2%             | 1%         | 1%         | 2%             | 1%         | 1%             | 2%         | 2%         |
| Carmen Migueles (NOVO)  | 1%         | 0%             | 0%         | 0,4%             | 0%         | 0%         | 0%         | 1%         | 0%             | 1%         | 1%         | 0%             | 1%         | 0%             | 1%         | 1%         |
| Cyro Garcia (PSTU)      | 1%         | 1%             | 1%         | 0,6%             | 0%         | 1%         | 1%         | 0%         | 0%             | 0%         | 1%         | 0%             | 0%         | 0%             | 0%         | 0%         |
| Thelma Bastos (PCO)     |            | 0%             |            | 0,1%             |            | 0%         |            | 0%         | 0%             | 0%         | 0%         | 0%             | 0%         | 0%             | 0%         | 0%         |
| Brancos ou Nulos        | 20%        | 18%            | 20%        | 12,2%            | 19%        | 14%        | 15%        | 17%        | 19%            | 16%        | 15%        | 17%            | 14%        | 15%            | 12%        | 14%        |
| Indecisos               | 5%         | 10%            | 9%         | 7,1%             | 7%         | 4%         | 6%         | 8%         | 9%             | 3%         | 7%         | 10%            | 4%         | 10%            | 5%         | 5%         |
| Margem de erro          | 3%         | —              | 3%         | 3,5%             | 3%         | 3%         | 3%         | 1,7%       | 3%             | 3%         | 3%         | 3,2%           | 3%         | 3%             | 2%         | 3%         |

### Candidatos (2º turno)
| Data                   | 06/10/2016 | 10/10/2016 | 14/10/2016 | 20/10/2016 | 26/10/2016 | 27/10/2016 | 29/10/2016 | 29/10/2016 |
| Instituto              | DataFolha  | IBOPE      | DataFolha  | IBOPE      | DataFolha  | IBOPE      | Datafolha  | IBOPE      |
| Fonte                  | [ 61 ]     | [ 62 ]     | [ 63 ]     | [ 64 ]     | [ 65 ]     | [ 66 ]     | [ 67 ]     | [ 68 ]     |
| ---------------------- | ---------- | ---------- | ---------- | ---------- | ---------- | ---------- | ---------- | ---------- |
| Marcelo Crivella (PRB) | 44%        | 51%        | 48%        | 46%        | 46%        | 46%        | 43%        | 43%        |
| Marcelo Freixo (PSOL)  | 27%        | 25%        | 25%        | 29%        | 27%        | 29%        | 30%        | 32%        |
| Brancos ou Nulos       | 18%        | 21%        | 19%        | 21%        | 19%        | 22%        | 19%        | 23%        |
| Indecisos              | 10%        | 3%         | 8%         | 4%         | 8%         | 3%         | 8%         | 2%         |
| Margem de erro         | 3%         | 3%         | 3%         | 3%         | 3%         | 3%         | 3%         | 3%         |

## Debates televisionados
Seguindo a tradição, o Grupo Bandeirantes de Comunicação realizou o primeiro debate entre os candidatos à prefeitura nas principais cidades do país. A Band confirmou que no dia 25 de agosto abriria o calendário de debates no 1º turno. E assim o fez. O primeiro debate do 2º turno foi agendado para 7 de outubro.  A Rede Record e a Rede Globo serão as últimas a promoverem debates: os do primeiro turno serão nos dias 25 e 29 de setembro, enquanto os do segundo turno serão nos dias 23 e 28 de outubro.A RedeTV! realizou em 9 de setembro o debate do primeiro turno e confirmou para 18 de outubro o debate do segundo turno, também em parceria com UOL,Veja e Facebook
No segundo bloco do debate da Band, Flávio Bolsonaro passou mal e teve que deixar o debate.
Impedido de participar deste mesmo debate, vetado por adversários na disputa, Freixo fez um debate á parte, na Cinelândia, no centro do Rio, o candidato procurou responder os concorrentes que debatiam ao vivo, bem como as perguntas dos telespectadores. A militância da campanha de Freixo acompanhou o debate na praça.
Houve especulações de que Marcelo Freixo não participaria dos debates televisivos. A justificativa dos que defendiam a tese era a de que a reforma feita pelo ex-presidente da Câmara, Eduardo Cunha, excluiria partidos com menos de nove deputados. No entanto, graças a um entendimento do STF de que a mini reforma não possui efeito retroativo, Freixo poderá estar presente em todos os debates agendados pelas emissoras.
Os deputados da atual legislatura foram eleitos em 2014, um ano antes da aprovação da tal lei, quando não se conhecia essa imposição. Portanto, a nova regra só poderia começar a ser aplicada, na visão dos juristas, a partir de 2018.
Em 25 de agosto, o STF determina que as emissoras de TV convidem os candidatos nanicos. A partir do debate da Rede TV! o candidato do PSOL Marcelo Freixo foi convidado.
O SBT não realizou debate entre os candidatos do Rio no Primeiro Turno, apenas na cidade vizinha (Niterói).
Já no Segundo Turno, logo após ao debate na TV Bandeirantes, os debates do SBT, jornal O Globo e da Record foram cancelados em virtude do candidato Marcelo Crivella afirmar que não poderia comparecer.
Isso gerou uma incrível polêmica e revolta dos eleitores, já que o candidato do PSOL, Marcelo Freixo, alegou que ele estava agindo como um covarde fugindo do combate de ideias e os eleitores alegaram que a posição do candidato era uma atitude antidemocrática. De acordo com Crivella, ele comparecerá normalmente aos debates da RedeTV! e Globo.

### 1º Turno
| Data       | Organizador(es)               | Carlos Osório (PSDB) | Marcelo Crivella (PRB) | Jandira Feghali (PCdoB) | Flávio Bolsonaro (PSC) | Pedro Paulo (PMDB) | Alessandro Molon (REDE) | Indio da Costa (PSD) | Marcelo Freixo (PSOL) | Cyro Garcia (PSTU) | Thelma Bastos (PCO) | Carmen Migueles (NOVO) |
| ---------- | ----------------------------- | -------------------- | ---------------------- | ----------------------- | ---------------------- | ------------------ | ----------------------- | -------------------- | --------------------- | ------------------ | ------------------- | ---------------------- |
| 25/08/2016 | Band                          | Presente             | Presente               | Presente                | Presente               | Presente           | Presente                | Presente             | Não convidado         | Não convidado      | Não convidada       | Não convidada          |
| 09/09/2016 | Rede TV!, Veja, UOL, Facebook | Presente             | Presente               | Presente                | Presente               | Presente           | Presente                | Presente             | Presente              | Não convidado      | Não convidada       | Não convidada          |
| 25/09/2016 | Record                        | Presente             | Presente               | Presente                | Presente               | Presente           | Presente                | Presente             | Presente              | Não convidado      | Não convidada       | Não convidada          |
| 29/09/2016 | Globo                         | Presente             | Presente               | Presente                | Presente               | Presente           | Presente                | Presente             | Presente              | Não convidado      | Não convidada       | Não convidada          |

### 2° turno
| Data       | Organizador(es)               | Marcelo Crivella (PRB) | Marcelo Freixo (PSOL) |
| ---------- | ----------------------------- | ---------------------- | --------------------- |
| 07/10/2016 | Band                          | Presente               | Presente              |
| 18/10/2016 | Rede TV!, Veja, UOL, Facebook | Presente               | Presente              |
| 28/10/2016 | Globo                         | Presente               | Presente              |

## Resultados

### Prefeito
| Candidato(a)            | Vice                     | 1º turno 2 de outubro de 2016 | 1º turno 2 de outubro de 2016 | 2º turno 30 de outubro de 2016 | 2º turno 30 de outubro de 2016 |
| Candidato(a)            | Vice                     | Total                         | Percentagem                   | Total                          | Percentagem                    |
| ----------------------- | ------------------------ | ----------------------------- | ----------------------------- | ------------------------------ | ------------------------------ |
| Marcelo Crivella (PRB)  | Fernando Mac Dowell (PR) | 842.201                       | 27,78%                        | 1.700.030                      | 59,36%                         |
| Marcelo Freixo (PSOL)   | Luciana Boiteux (PSOL)   | 553.424                       | 18,26%                        | 1.163.662                      | 40,64%                         |
| Pedro Paulo (PMDB)      | Cidinha Campos (PDT)     | 488.775                       | 16,12%                        | Não participaram               | Não participaram               |
| Flávio Bolsonaro (PSC)  | Rodrigo Amorim (PRP)     | 424.307                       | 14,00%                        | Não participaram               | Não participaram               |
| Indio da Costa (PSD)    | Hugo Leal (PSB)          | 272.500                       | 8,99%                         | Não participaram               | Não participaram               |
| Carlos Osório (PSDB)    | Aspásia Camargo (PSDB)   | 261.286                       | 8,62%                         | Não participaram               | Não participaram               |
| Jandira Feghali (PCdoB) | Edson Santos (PT)        | 101.133                       | 3,34%                         | Não participaram               | Não participaram               |
| Alessandro Molon (REDE) | Roberto Anderson (PV)    | 43.426                        | 1,43%                         | Não participaram               | Não participaram               |
| Carmen Migueles (NOVO)  | Tomas Pelosi (NOVO)      | 38.512                        | 1,27%                         | Não participaram               | Não participaram               |
| Cyro Garcia (PSTU)      | Marília Macedo (PSTU)    | 5.759                         | 0,19%                         | Não participaram               | Não participaram               |
| Thelma Bastos (PCO)     | Wagner Rolo (PCO)        | 1.463                         | 0,05%                         | Não participaram               | Não participaram               |
| Total de votos válidos  | Total de votos válidos   | 3.031.323                     | 81,73%                        | 2.863.692                      | 79,92%                         |
| → Votos em branco       | → Votos em branco        | 204.110                       | 5,50%                         | 149.866                        | 4,18%                          |
| → Votos nulos           | → Votos nulos            | 473.324                       | 12,76%                        | 569.536                        | 15,90%                         |
| Total                   | Total                    | 3.708.857                     | 75,72%                        | 3.583.094                      | 73,15%                         |
| Abstenções              | Abstenções               | 1.189.187                     | 24,28%                        | 1.314.950                      | 26,85%                         |
| Total de inscritos      | Total de inscritos       | 4.898.044                     | 100%                          | 4.898.044                      | 100%                           |

| Partido | Partido | Candidato | Votos     | Votos (%) |
| ------- | ------- | --------- | --------- | --------- |
|         | PRB     | Crivella  | 842 201   | 27,78%    |
|         | PSOL    | Freixo    | 553 424   | 18,26%    |
|         | PMDB    | Pedro     | 488 775   | 16,12%    |
|         | PSC     | Bolsonaro | 424 307   | 14%       |
|         | PSD     | Indio     | 272 500   | 8,99%     |
|         | PSDB    | Osorio    | 261 286   | 8,62%     |
|         | PCdoB   | Jandira   | 101 133   | 3,34%     |
|         | REDE    | Molon     | 43 426    | 1,43%     |
|         | NOVO    | Carmen    | 38 512    | 1,27%     |
|         | PSTU    | Garcia    | 5 759     | 0,19%     |
| Totais  | Totais  | Totais    | 3 031 323 |           |

| Partido | Partido | Candidato | Votos     | Votos (%) |
| ------- | ------- | --------- | --------- | --------- |
|         | PRB     | Crivella  | 1 700 030 | 59,36%    |
|         | PSOL    | Freixo    | 1 163 662 | 40,64%    |
| Totais  | Totais  | Totais    | 2 863 692 |           |

### Vereadores
| Candidato(a)               | Partido | Coligação         | Votação     | Votação |
| Candidato(a)               | Partido | Coligação         | Porcentagem | Total   |
| -------------------------- | ------- | ----------------- | ----------- | ------- |
| Carlos Bolsonaro           | PSC     | sem coligação     | 3,65%       | 106.657 |
| Tarcísio Motta             | PSOL    | PSOL - PCB        | 3,10%       | 90.473  |
| César Maia                 | DEM     | sem coligação     | 2,45%       | 71.468  |
| Rosa Fernandes             | PMDB    | sem coligação     | 1,98%       | 57.868  |
| Marielle Franco            | PSOL    | PSOL - PCB        | 1,59%       | 46.502  |
| Junior da Lucinha          | PMDB    | sem coligação     | 1,54%       | 45.124  |
| Vera Lins                  | PP      | sem coligação     | 1,24%       | 36.117  |
| João Mendes de Jesus       | PRB     | sem coligação     | 1,08%       | 31.516  |
| Teresa Bergher             | PSDB    | PSDB - PPS        | 1,05%       | 30.566  |
| Leandro Lyra               | NOVO    | sem coligação     | 1,00%       | 29.217  |
| Carlos Caiado              | DEM     | sem coligação     | 0,96%       | 28.122  |
| Jorge Felippe              | PMDB    | sem coligação     | 0,96%       | 28.104  |
| Jairinho                   | PMDB    | sem coligação     | 0,89%       | 26.047  |
| Thiago K. Ribeiro          | PMDB    | sem coligação     | 0,85%       | 24.900  |
| Alexandre Isquierdo        | DEM     | sem coligação     | 0,85%       | 24.701  |
| Marcelinho D'Almeida       | DEM     | sem coligação     | 0,83%       | 24.116  |
| Chiquinho Brazão           | PMDB    | sem coligação     | 0,82%       | 23.923  |
| Tânia Bastos               | PRB     | sem coligação     | 0,78%       | 22.930  |
| Rafael Aloísio Freitas     | PMDB    | sem coligação     | 0,78%       | 22.897  |
| Bispo Inaldo Silva         | PRB     | sem coligação     | 0,78%       | 22.753  |
| Zico                       | PTB     | sem coligação     | 0,74%       | 21.565  |
| Willian Coelho             | PMDB    | sem coligação     | 0,71%       | 20.678  |
| Verônica Costa             | PMDB    | sem coligação     | 0,68%       | 19.946  |
| Dr. Carlos Eduardo         | SD      | SD - PSL          | 0,68%       | 19.822  |
| Reimont                    | PT      | PT - PC do B      | 0,67%       | 19.626  |
| Renato Cinco               | PSOL    | PSOL - PCB        | 0,59%       | 17.162  |
| Luciana Novaes             | PT      | PT - PC do B      | 0,57%       | 16.679  |
| Marcelo Arar               | PTB     | sem coligação     | 0,56%       | 16.230  |
| Val                        | PEN     | PRTB - PROS - PEN | 0,53%       | 15.388  |
| Paula Messina              | PROS    | PRTB - PROS - PEN | 0,53%       | 15.346  |
| Rogério Rocal              | PTB     | sem coligação     | 0,52%       | 15.055  |
| Dr. João Ricardo           | PMDB    | sem coligação     | 0,51%       | 14.994  |
| Renato Moura               | PDT     | sem coligação     | 0,46%       | 13.572  |
| Marcello Siciliano         | PHS     | sem coligação     | 0,46%       | 13.553  |
| Dr. Jorge Manaia           | SD      | SD - PSL          | 0,45%       | 13.249  |
| Paulo Pinheiro             | PSOL    | PSOL - PCB        | 0,45%       | 13.141  |
| Jones Moura                | PSD     | sem coligação     | 0,44%       | 12.722  |
| Dr. Gilberto               | PMN     | sem coligação     | 0,42%       | 12.165  |
| Fernando William           | PDT     | sem coligação     | 0,41%       | 12.055  |
| Leonel Brizola Neto        | PSOL    | PSOL - PCB        | 0,38%       | 11.087  |
| Eliseu Kessler             | PSD     | sem coligação     | 0,37%       | 10.777  |
| Felipe Michel              | PSDB    | PSDB - PPS        | 0,35%       | 10.300  |
| Cláudio Castro             | PSC     | sem coligação     | 0,35%       | 10.262  |
| Professor Adalmir          | PSDB    | PSDB - PPS        | 0,30%       | 8.804   |
| Professor Célio Lupparelli | DEM     | sem coligação     | 0,30%       | 8.692   |
| Luiz Carlos Ramos Filho    | PTN     | sem coligação     | 0,29%       | 8.618   |
| Jair da Mendes Gomes       | PMN     | sem coligação     | 0,28%       | 8.112   |
| Zico Bacana                | PHS     | sem coligação     | 0,27%       | 7.932   |
| Otoni de Paula JR.         | PSC     | sem coligação     | 0,27%       | 7.801   |
| David Miranda              | PSOL    | PSOL - PCB        | 0,24%       | 7.012   |
| Italo Ciba                 | PT do B | PT do B - PTC     | 0,21%       | 6.023   |

## Rendimento Financeiro Eleitoral

### Eleição para prefeito - Primeiro turno
| Candidato a prefeito | Candidato a prefeito    | Candidato a vice         | Total de recursos recebidos | Rendimento Eleitoral | Eficiência Eleitoral                   |
| -------------------- | ----------------------- | ------------------------ | --------------------------- | -------------------- | -------------------------------------- |
|                      | Alessandro Molon (REDE) | Roberto Anderson (PV)    | R$ 614 527,14               | R$ 14,15/voto        | R$ 428 963,32 para atingir 1% de votos |
|                      | Carlos Osório (PSDB)    | Aspásia Camargo (PSDB)   | R$ 1 448 114,00             | R$ 5,54/voto         | R$ 168 002,42 para atingir 1% de votos |
|                      | Carmen Migueles (NOVO)  | Tomas Pelosi (NOVO)      | R$ 41 270,98                | R$ 1,07/voto         | R$ 32 484,61 para atingir 1% de votos  |
|                      | Cyro Garcia (PSTU)      | Marília Macedo (PSTU)    | R$ 20 137,01                | R$ 3,50/voto         | R$ 105 992,91 para atingir 1% de votos |
|                      | Flávio Bolsonaro (PSC)  | Rodrigo Amorim (PRP)     | R$ 871 698,13               | R$ 2,05/voto         | R$ 62 275,16 para atingir 1% de votos  |
|                      | Indio da Costa (PSD)    | Hugo Leal (PSB)          | R$ 1 166 159,00             | R$ 4,28/voto         | R$ 129 723,96 para atingir 1% de votos |
|                      | Jandira Feghali (PCdoB) | Edson Santos (PT)        | R$ 474 568,50               | R$ 4,69/voto         | R$ 142 244,32 para atingir 1% de votos |
|                      | Marcelo Crivella (PRB)  | Fernando Mac Dowell (PR) | R$ 9 664 174,81             | R$ 11,47/voto        | R$ 347 838,74 para atingir 1% de votos |
|                      | Marcelo Freixo (PSOL)   | Luciana Boiteux (PSOL)   | R$ 2 342 778,75             | R$ 4,23/voto         | R$ 128 322,31 para atingir 1% de votos |
|                      | Pedro Paulo (PMDB)      | Cidinha Campos (PDT)     | R$ 9 223 254,27             | R$ 18,87/voto        | R$ 572 010,65 para atingir 1% de votos |
| Total                | Total                   | Total                    | R$ 25 866 682,59            | R$ 8,53/voto         | R$ 258 540,08 para atingir 1% de votos |

### Eleição para prefeito - Segundo Turno
| Candidato a prefeito | Candidato a prefeito   | Candidato a vice         | Total de recursos recebidos | Rendimento Eleitoral | Eficiência Eleitoral                   |
| -------------------- | ---------------------- | ------------------------ | --------------------------- | -------------------- | -------------------------------------- |
|                      | Marcelo Crivella (PRB) | Fernando Mac Dowell (PR) | R$ 9 664 174,81             | R$ 5,68/voto         | R$ 162 792,99 para atingir 1% de votos |
|                      | Marcelo Freixo (PSOL)  | Luciana Boiteux (PSOL)   | R$ 2 342 778,75             | R$ 2,01/voto         | R$ 57 654,33 para atingir 1% de votos  |
| Total                | Total                  | Total                    | R$ 12 006 953,56            | R$ 4,19/voto         | R$ 120 069,87 para atingir 1% de votos |